# Адміністративно-територіальний поділ Російської імперії
Російська імперія була утворена 22 жовтня (2 листопада) 1721 року. Країна поділялася на 11 губерній: Азовську (центр — Воронеж), Архангелогородську (центр — Архангельський город), Казанську, Київську, Московську, Санкт-Петербурзьку, Сибірську (центр — Тобольськ) (утворені 1708 року), Ризьку (1713), Астраханську (1717), Нижньогородську і Ревельську (1719).

## Поділ Московії до імперського періоду

### Поділ на1708рік

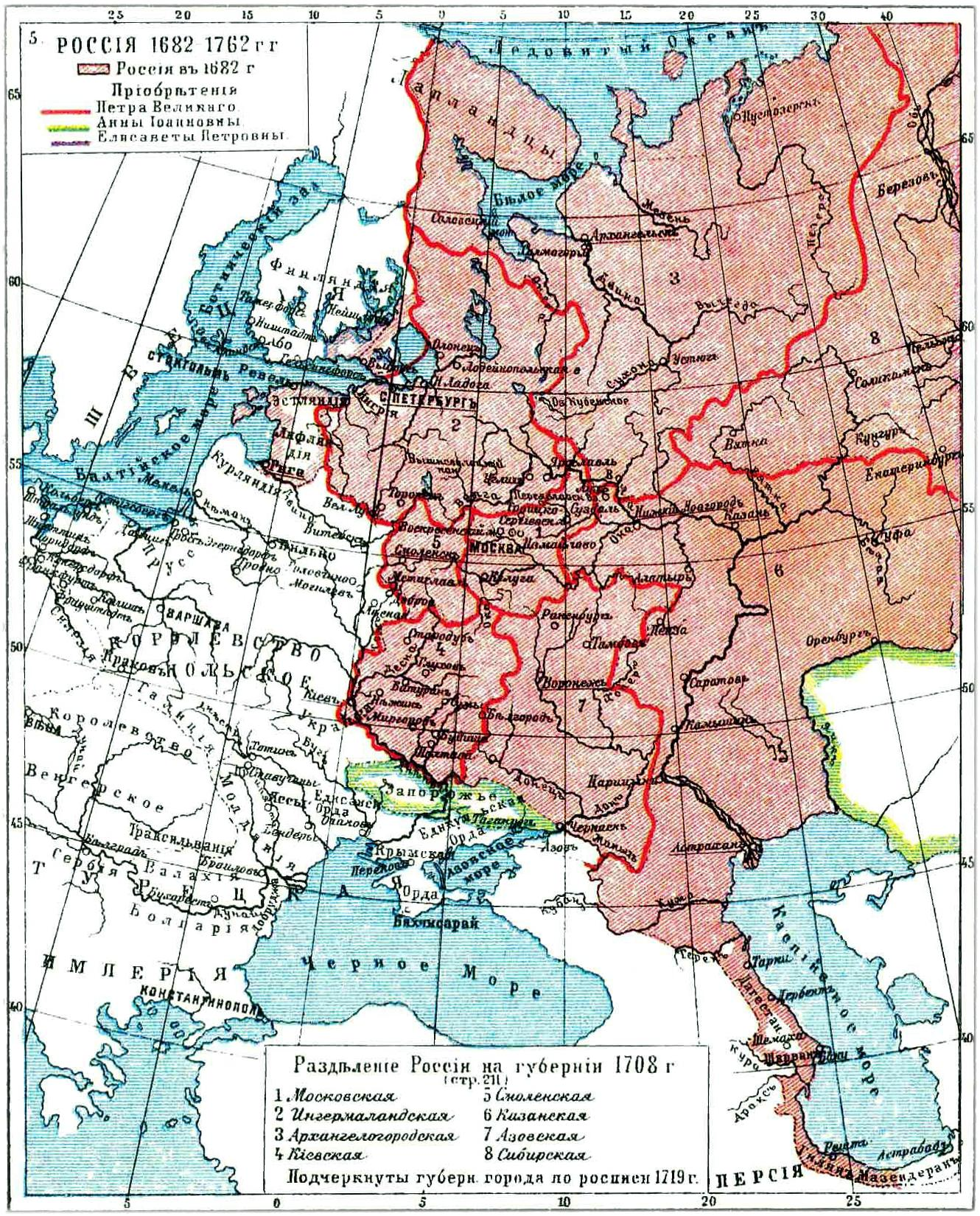
Губернський поділ Московського царства 1708 року.

Перші губернії Московії з'явилися у 1708, коли указом московського царя Петра I країна була розділена на 8 губерній:
- Азовську (частково на території сучасної України)
- Архангелогородську
- Інгерманландську (з 1710 — Петербурзька)
- Казанську
- Київську (на території сучасної України)
- Московську
- Сибірську
- Смоленську

### Поділ на1719
У 1713-1719 створені Нижньогородська, Астраханська та Ризька губернії, а Смоленська розділена між Московською та Ризькою.

## Поділ 1721 року
Указом Петра I від 29 травня (9 червня) 1719 року губернії були поділені на провінції, а ті — на дистрикти. Губернії (окрім Астраханської і Ревельської) були поділені на 47 провінцій. На чолі губернії стояв губернатор, провінції — воєвода, дистрикту — земський комісар.
Губернії і провінції в 1721 році:
- Азовська губернія (центр — Воронеж) — 5 (Бахмутська, Воронезька, Єлецька, Тамбовська, Шацька)
- Архангелогородська — 4 (Архангелогородська, Вологодська, Галицька, Устюзька)
- Казанська — 4 (Казанська, Пензенська, Свіяжська, Уфимська)
- Київська — 4 (Бєлгородська, Київська, Орловська, Севська)
- Московська — 9 (Владимирська, Калузька, Костромська, Московська, Переяслав-Заліська, Переяслав-Рязанська, Суздальська, Тульська, Юр'єво-Польська)
- Нижньогородська — 3 (Алатирська, Арзамаська, Нижньогородська)
- Ризька — 2 (Ризька, Смоленська)
- Санкт-Петербурзька — 11 (Білозерська, Великолуцька, Виборзька, Нарвська, Новгородська, Петербурзька, Пошехонська, Псковська, Тверська, Углицька, Ярославська)
- Сибірська (центр — Тобольськ) — 5 (В'ятська, Єнісейська, Іркутська, Соль-Камська, Тобольська)

Усього було 47 провінцій і 255 міст.
22 квітня (3 травня) 1725 року Азовська губернія перейменована на Воронезьку, а в 1726 році зі складу Ризької і Московської губерній виділена Смоленська.

## Реформа 1727 року
У 1727 році були ліквідовані дистрикти, створені повіти. Усього було відновлено 166 повітів (повіти раніше існували до 1708 року).
Утворено 2 нових губернії — Бєлгородську і Новгородську. Бєлгородська губернія утворена 1 (12) березня з 3 провінцій, 5 козацьких полків (Ізюмський, Острогозький, Охтирський, Сумський і Харківський) і частини Української лінії Київської губернії. Новгородська губернія утворена 29 квітня (10 травня) з 5 провінцій Санкт-Петербурзької губернії (Білозерської, Великолуцької, Новгородської, Псковської і Тверської).
Утворені дві нових провінції — Астараханська Астраханської губернії і Естляндія Ревельської. У Санкт-петербурзькій губернії залишилося дві провінції — Виборзька і Петербурзька (Нарвська провінція увійшла до Естляндії, Углицька і Ярославська — до Московської губернії). Ризька провінція Ризької губернії перейменована на Ліфляндію.
У тому ж 1727 році В'ятська і Солікамська провінції Сибірської губернії перейшли до складу Казанської, а Олонецькі землі були приписані до Новгородської губернії.
Кількість провінцій в губерніях наприкінці 1727 року:
1. Архангелогородська губернія — 4 (Архангелогородська, Вологодська, Галицька, Устюзька)
2. Астраханська — 1 (Астраханська)
3. Бєлгородська — 3 (Бєлгородська, Орловська, Севська)
4. Воронезька — 5 (Бахмутська, Воронезька, Єлецька, Тамбовська, Шацька)
5. Казанська — 6 (В'ятська, Казанська, Пензенська, Свіяжська, Солікамська, Уфимська)
6. Київська — 1 (12 полків Малоросії: Гадяцький, Київський, Лубенський, Миргородський, Ніжинський, Переяславський, Полтавський, Прилуцький, Стародубський, Чернігівський; Запорізька Січ, Нова Сербія)
7. Московська — 11 (Владимирська, Калузька, Костромська, Московська, Переяслав-Заліська, Переяслав-Рязанська, Суздальська, Тульська, Углицька, Юр'ївська, Ярославська)
8. Нижньогородська — 3 (Алатирська, Арзамаська, Нижньогородська)
9. Новгородська — 5 (Білозерська, Великолуцька, Новгородська, Псковська, Тверська)
10. Ревельська — 1 (Естляндія)
11. Ризька — 1 (Ліфляндія)
12. Санкт-Петербурзька — 2 (Виборзька, Петербурзька)
13. Сибірська (центр — Тобольськ) — 3 (Єнісейська, Іркутська, Тобольська)
14. Смоленська — 1 (Смоленська)

Усього після реформи 1727 року в 14 губерніях імперії було 47 провінцій і близько 250 повітів.

## Адміністративні зміни сер. XVIII ст.

### 1728–1745 роки
У 1728 році Уфимська провінція Казанської губернії відійшла до Сибірської губернії.
У 1737 році в складі Казанської губернії була створена Симбірська провінція, в складі Астраханської губернії — Оренбурзька комісія.
У січні 1744 року з Виборзької і Кексгольмської провінцій Санкт-Петербурзької губернії і знову приєднаних частин Фінляндії була створена Виборзька губернія. 15 (26) березня того ж року була створена нова Оренбурзька губернія (до її складу включили Ісетську і Уфимську провінції Сибірської губернії і Оренбурзьку комісію Астраханської). У 1745 році в імперії налічувалося 16 губерній. Прибалтійські губернії поділялися на дистрикти.
Губернії і провінції в 1745 році:
1. Архангелогородська губернія — 4 провінції (Архангелогородська, Вологодська, Галицька, Устюзька)
2. Астраханська — 1 (Астраханська)
3. Бєлгородська — 3 провінції (Бєлгородська, Орловська, Севська) і 4 міста (Ізюм, Охтирка, Суми, Харків)
4. Виборзька — 3 повіти
5. Воронезька — 5 (Бахмутська, Воронезька, Єлецька, Тамбовська, Шацька) і землі донських козаків
6. Казанська — 6 (В'ятська, Казанська, Кунгурська, Пензенська, Свіяжська, Симбірська)
7. Київська — 10 полків
8. Московська — 11 (Владимирська, Калузька, Костромська, Московська, Переяслав-Заліська, Переяслав-Рязанська, Суздальська, Тульська, Углицька, Юр'ївська, Ярославська)
9. Нижньогородська — 3 (Алатирська, Арзамаська, Нижньогородська)
10. Новгородська — 5 (Білозерська, Великолуцька, Новгородська, Псковська, Тверська)
11. Оренбурзька — 3 (Оренбурзька, Ставропольська, Уфимська)
12. Ревельська — 4 дистрикти (Вікський, Вірляндський, Гаррієвський, Єрвенський)
13. Ризька — 4 дистрикти (Венденський, Дерптський, Перновський, Ризький) і Езельська провінція
14. Санкт-Петербурзька — 4 дистрикти (Копорський, Петербурзький, Шліссельбурзький, Ямбурзький)
15. Сибірська (центр — Тобольськ) — 3 (Єнісейська, Іркутська, Тобольська)
16. Смоленська — 1 (Смоленська)

### 1745–1775 роки
Із приходом до влади Катерини II у країні були проведені деякі зміни адміністративно-територіального поділу (АТП), які включали в основному створення губерній на нових землях.
24 березня (4 квітня) 1764 року на півдні імперії з Новосербського поселення була утворена Новоросійська губернія (центр — Кременчук). 19 (30) жовтня 1764 року з Іркутської провінції Сибірської губернії утворена Іркутська губернія. У жовтні 1764 року були об'єднані повіти в багатьох провінціях.
На Лівобережній Україні у 1764 році була створена Малоросійська (центр — Глухів), а 28 липня (8 серпня) 1765 року з південної частини Бєлгородської і Воронезької губерній (районів Слобожанщини) була сформована нова Слобідсько-Українська губернія з центром у Харкові. Таким чином, загальна кількість губерній зросла до 20.
Після першого поділу Речі Посполитої у 1772 році в Російській імперії 28 травня (8 червня) 1772 року зі знову приєднаних земель були створені 2 нових губернії — Могильовська і Псковська (центр — Опочка). До Псковської губернії були включені 2 колишні провінції Новгородської губернії (Псковська і Великолуцька) і дві нових — Двінська і Полоцька із земель колишнього Вітебського воєводства. Наприкінці 1772 року до неї була приєднана Вітебська провінція Могильовської губернії. У 1773 році центр Малоросійської губернії перенесено до Козельця, а в 1775 — до Києва.
У 1775 році Іркутська губернія була розділена на 3 провінції: Іркутську, Удинську і Якутську. 14 (25) лютого за рахунок нових земель, які перейшли до імперії за Кючук-Кайнарджійським мирним договором, була створена Азовська губернія, до якої ввійшли землі між Дніпром і Бугом, Слов'яносербія, Азовська провінція і землі війська Донського. У тому ж році була ліквідована Запорізька Січ, а її землі приєднані до Новоросійської губернії.
| Губернія              | Дата утворення (за ст. стилем) | Кількість провінцій | Провінції | Кількість повітів |
| --------------------- | ------------------------------ | ------------------- | --- | ----------------- |
| Азовська              | 14.02.1775                     | 2                   | Азовська, Бахмутська | 9                 |
| Архангелогородська    | 18.12.1708                     | 4                   | Архангелогородська, Вологодська, Галицька, Устюзька                                                                                               | 14                |
| Астраханська          | 22.11.1717                     | 0                   | — | 4                 |
| Бєлгородська          | 01.03.1727                     | 3                   | Бєлгородська, Орловська, Севська | 21                |
| Виборзька             | 1744                           | 3                   | Виборзька, Каменегорська, Кексгольмська | 5                 |
| Воронезька            | 18.12.1708 (перейм. 1725)      | 4                   | Воронезька, Єлецька, Тамбовська, Шацька | 22                |
| Іркутська             | 19.10.1764                     | 3                   | Іркутська, Удинська, Якутська | 11                |
| Казанська             | 18.12.1708                     | 6                   | В'ятська, Казанська, Пензенська, Пермська, Свіжська, Симбірська                                                                                   | 20                |
| Київська              | 18.12.1708                     | 0                   | 12 полків | 12                |
| Малоросійська         | 1764                           | 0                   | 10 полків | 10                |
| Могильов              | 28.05.1772                     | 4                   | Могильовська, Мстиславська, Оршанська, Рогачовська                                                                                                | 12                |
| Московська            | 18.12.1708                     | 11                  | Владимирська, Калузька, Костромська, Московська, Переяслав-Заліська, Переяслав-Рязанська, Суздальська, Тульська, Углицька, Юр'євська, Ярославська | 55                |
| Нижньогородська       | 20.01.1714—1717, 29.05.1719    | 3                   | Алатирська, Арзамаська, Нижньогородська | 6                 |
| Новгородська          | 29.04.1727                     | 4                   | Білозерська, Новгородська, Олонецька, Тверська | 23                |
| Новоросійська         | 24.03.1764                     | 3                   | Єлисаветградська, Катерининська, Кременчуцька | ?                 |
| Оренбурзька           | 15.03.1744                     | 3                   | Ісетська, Оренбурзька, Уфимська | 6                 |
| Псковська             | 28.05.1772                     | 5                   | Великолуцька, Вітебська, Двінська, Полоцька, Псковська                                                                                            | 16                |
| Ревельська            | 29.05.1719                     | 0                   | — | 4                 |
| Ризька                | 1713                           | 2                   | Езельська, Ризька | 4                 |
| Санкт-Петербурзька    | 18.12.1708                     | 0                   | — | 4                 |
| Сибірська             | 18.12.1708                     | 2                   | Єнісейська, Тобольська | 8                 |
| Слобідсько-Українська | 28.07.1765                     | 0                   | 5 полків | 5                 |
| Смоленська            | 18.12.1708—1713, 1726          | 0                   | — | 5                 |

Таким чином, територія імперії поділялася на 23 губернії, 62 провінції і 276 повітів (без урахування Новоросійської губернії, кількість повітів якої невідома).

## Реформа 1775 року
7 (18) листопада 1775 року Катерина II підписала закон «Заснування та управління губерній», відповідно до якого розміри губерній були зменшені, їх кількість збільшена вдвічі, ліквідовані провінції (в низці губерній були створені області) і змінені межі повітів. У середньому в губернії проживали 300–400 тис. мешканців, в повіті — 20—30 тис. мешканців. Процес заміни старих губерній на нові, які стали називатися «намісництвами», розтягнувся на 10 років. За цей період було створено 40 губерній і 2 області на правах губерній, в них було виділено 483 повіти.
Процес формування нових губерній розпочався з двох центральних губерній — Смоленської і Тверської. 25 листопада (6 грудня) 1775 року були створені Смоленське і Тверське намісництва. У нове Смоленське намісництво були включені Смоленська губернія, західні частини Бєлгородської і Московської губерній. Тверське намісництво утворене з Тверської провінції і Вишньоволоцького повіту Новгородської губернії, Бежецького і Кашинського повітів Московської губернії.
24 серпня (4 вересня) 1776 року утворені Полоцька губернія, Калузьке і Новгородське намісництва. Полоцька губернія утворена з Вітебської, Двінської і Полоцької провінцій Псковської губернії. У Псковській губернії залишилися Великолуцька і Псковська провінції, до неї також були приєднані Гдовський та Порховський повіти Новгородської губернії, а центр губернії перенесено з Опочки до Пскова. Новгородське намісництво утворене з частини Новгородської губернії, розділене на 2 області — Новгородську і Олонецьку (центр — Петрозаводськ). Калузьке намісництво утворене з південно-західних повітів Московської губернії і Брянського повіту Бєлгородської губернії.
22 березня (2 квітня) 1777 року створені Могильовське, Полоцьке і Ярославське намісництва, 19 (30) вересня — Тульське. Перші два перетворені з губерній. Ярославське створене з частин Московської губернії і Новгородського намісництва, розділене на 2 області — Углицьку і Ярославську. Тульське намісництво утворене з частини Московської губернії.
2 (13) березня 1778 року з частини Московської губернії утворена Владимирська губернія, 1 (12) вересня вона була перетворена на намісництво. 6 (17) березня 1778 року з частин Архангелогородської, Московської і Нижньогородської губерній утворене Костромське намісництво, яке було розділене на дві області — Костромську та Унженську. 24 серпня (4 вересня) 1778 року з частини Московської губернії утворене Рязанське намісництво, а 5 (16) вересня з частин Бєлгородської і Воронезької губерній утворилось Орловське намісництво.
23 травня (3 червня) 1779 року з частин Бєлгородської, Воронезької та Слобідсько-Української губерній утворене Курське намісництво, при цьому Бєлгородська губернія була ліквідована (її частини ввійшли до Воронезької губернії і Курського намісництва). 5 (16) вересня 1779 року з Нижньогородської губернії і частин Владимирського і Рязанського намісництв та Казанської губернії утворене Нижньогородське намісництво. 16 (27) вересня з північних районів Воронезької губернії і південних районів Рязанського намісництва утворене Тамбовське намісництво. 25 вересня (6 жовтня) 1779 року з Воронезької губернії і Острогозької провінції Слобідсько-Української губернії утворене Воронезьке намісництво. Також у 1779 році з Кузнецького і Томського повітів Сибірської губернії була утворена Коливанська область із центром у Бердському острозі.
У 1780 році утворено 7 нових намісництв і губерній. У січні реорганізована Петербурзька губернія, в якій залишилося 7 повітів. Із Архангелогородської губернії утворене Вологодське намісництво, до якого приднані Каргопольський повіт Новгородського намісництва і частина Кологривського повіту Костромського. Це намісництво розділили на дві області — Архангельську і Вологодську. Навесні 1780 року Слобідсько-Українська губернія перетворена на Харківське намісництво, в нього включені частини ліквідованої Бєлгородської губернії. Із північних частин Казанської і Оренбурзької губерній виділене В'ятське намісництво, а з південних повітів Казанської губернії — Симбірське і Пензенське намісництва. Із північної частини Астраханської губернії утворене Саратовське намісництво.
У 1781 році з Тюменської провінції Сибірської губернії було виділене самостійне Пермське намісництво і розділене на дві області — Єкатеринбурзьку і Пермську. Восени 1781 року Малоросійська губернія була розділена на Новгород-Сіверське і Чернігівське намісництва, а її частина об'єдналася з Київською губернією в Київське намісництво. Залишки Казанської губернії (без В'ятського, Пензенського і Симбірського намісництв) були перетворені на Казанське намісництво. До Санкт-Петербурзької губернії приєдналися Олонецька область і Новоладозький повіт Новгородського намісництва, Гдовський і Лузький повіти Псковської губернії. У жовтні 1781 року із залишків Московської губернії була утворена нова Московська губернія. Наприкінці року з Оренбурзької губернії і Челябінського повіту Пермського намісництва утворене Уфимське намісництво, яке було розщділене на 2 області — Оренбурзьку та Уфимську.
У 1782 році Сибірська губернія була перетворена на Тобольське намісництво з двома областями — Тобольською та Томською. Наприкінці 1782 року Коливанська область була перетворена на Коливанське намісництво. Його центр, Бердський острог, перейменовано на Коливань.
На початку 1783 року Азовська і Новоросійська губернія об'єдналися в Катеринославське намісництво з центром у Кременчуці. Навесні 1783 року Іркутська губернія перетворена на Іркутське намісництво, яке розділили на 4 області — Іркутську, Нерчинську, Охотську та Якутську. Улітку того ж року на намісництва були перетворені Ревельська, Ризька і Виборзька губернії.
У лютому 1784 року зі знову приєднаних у 1783 році південних земель (Крим, Тамань, Кубанська сторона) була утворена Таврійська область на правах намісництва (центр — Сімферополь). У березні 1784 року Вологодське намісництво було розідлене на Архангельське і Вологодське, останнє розділили на дві області — Великоустюзьку і Вологодську. У травні того ж року з Олонецької області Санкт-Петербурзької губернії утворене Олонецьке намісництво з центром у Петрозаводську.
Нарешті, останнім етапом Катерининської реформи АТП стало перетоврення в 1785 році Астраханської губернії на Кавказьке намісництво з перенесенням центру до нового центру Єкатеринограда (у 1790 році через його необлаштованість центр повернули до Астрахані). Кубанська сторона була включена до Кавказького намісництва, а його територіяю розділили на 2 області — Астраханську і Кавказьку (центр — Єкатериноград).
Таким чином, після Катерининської реформи імперія поділялася на 38 намісництв, з губернії і 1 область на правах намісництва. Розміри і межі більшості намісництв Європейської Росії, утворених у 1775–1785 роках практично не змінювалися до початку XX століття, якщо не враховувати короткого періоду реформ АТП при Павлі Першому.
У 1789 році центр Катеринославського намісництва перенесено з Кременчука до Катеринослава.
Унаслідок приєднання нових земель на півдні і заході наприкінці XVIII ст. були утворені нові намісництва: у 1793 році — Брацлавське, Ізяславське і Мінське, у 1795 — Вознесенське і Курляндське (центр — Мітава), Ізяславське розділене на Волинське (центр — Новоград-Волинський) і Подільське (центр — Кам'янець-Подільський), у 1796 році — Віленське і Слонімське.
У результаті реформ до кінця царювання Катерини II імперія поділялася на 49 губерній і намісництв і 1 область.

## Павлівська реформа
Із приходом до влади Павла I було проведене тимчасове укрупнення раніше створених намісництв, які були офіційно перейменовані на губернії. При цьому указом від 12 (23) грудня 1796 року були скасовані Олонецька, Коливанська, Брацлавська, Чернігівська, Новгород-Сіверська, Вознесенська, Катеринославська, Саратовська, Полоцька, Могильовська, Віленська, Слонімська губернії і Таврійська область (усього 13). Окрім того, був установлений новий поділ губерній на повіти, а кількість повітів зменшена, частина повітових міст переведена до заштатних.
Олонецька губернія була розділена між Архангельською і Новгородською, Коливанська — між Тобольською та Іркутською, Саратовська — між Пензенською та Астраханською, Брацлавська — між Подільською та Київською.
Вознесенська, Катеринославська губернії і Таврійська область були об'єднані в Новоросійську губернію з центром у Новоросійську (з 1801 року - знову Катеринослав).
Чернігівська і Новгород-Сіверська губернії були об'єднані в Малоросійську (центр — Чернігів), Полоцька і Могильовська — в Білоруську (центр — Вітебськ), Віленська і Слонімська — в Литовську (центр — Вільно).
Деякі губернії були перейменовані і укрупнені: Харківська перейменована на Слобідсько-Українську (відновлена в межах 1780 року), Кавказька — на Астраханську, Уфимська — на Оренбурзьку (центр — Оренбург), Ризька — на Ліфляндську, Ревельська — на Естляндську.
У березні 1797 року Пензенська губернія була перейменована на Саратовську, а її центр перенесено до Саратова. У жовтні того ж року більша частина колишньої Пензенської губернії розділена між сусідніми Нижньогородською, Симбірською і Тамбовською. У липні 1797 року укрупнена Київська губернія. Павло Перший скасував усі зміни Потьомкіна щодо управління Донським військом.
Таким чином, станом на 1800 рік в імперії було 42 губернії.

## XIX ст.

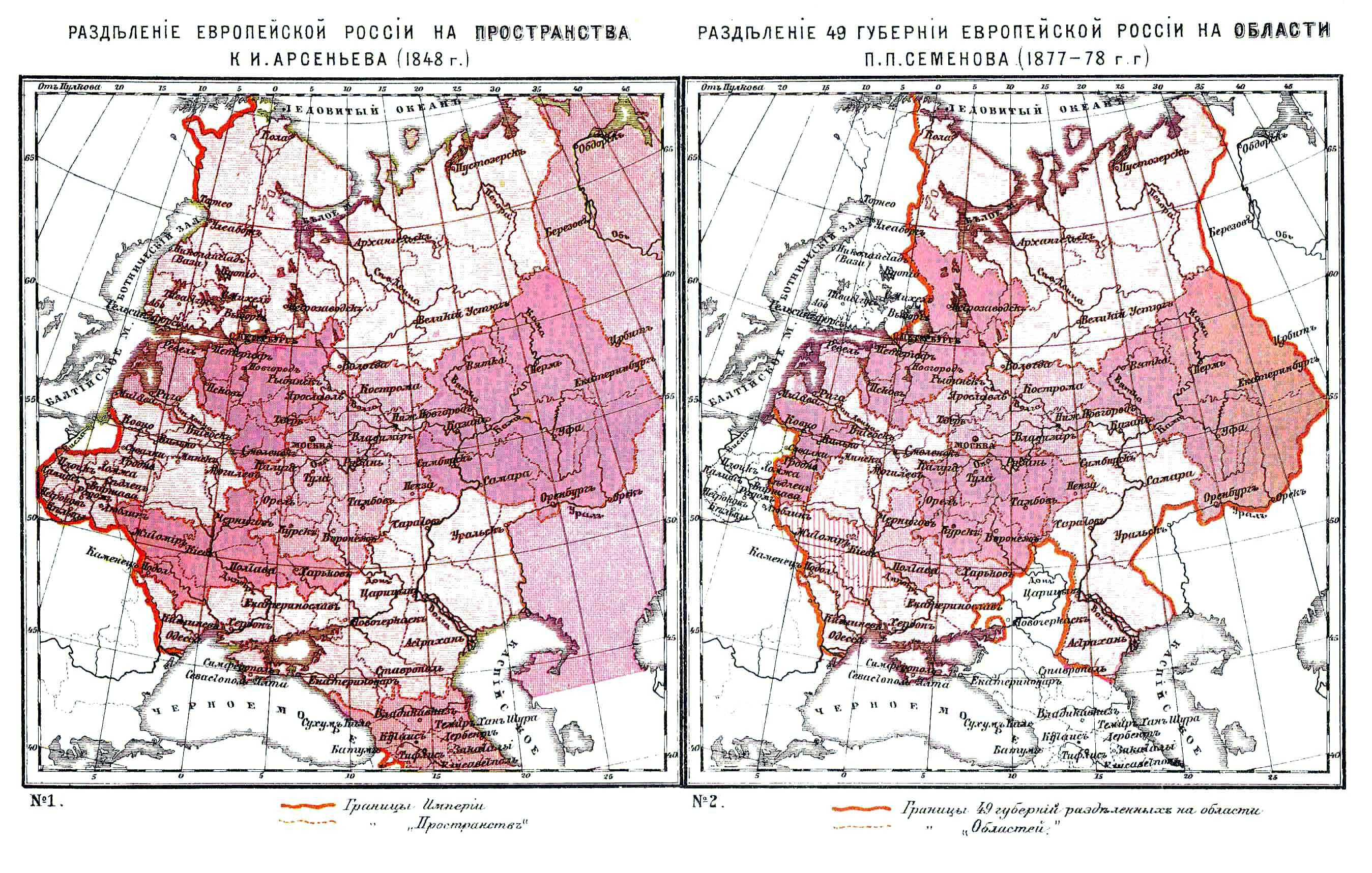
Губернський поділ 1848–1878 років.

У XIX столітті відбувається розмежування адміністративно-територіальних організацій на 2 групи: на основній території Європейської Росії зберігається загальногубернська організація (у 60-ті роки — 51 губернія), на національних околицях створюються генерал-губернаторства (окрім Остзейського краю, до якого входило три губернії). Окрім цього, у другій половині XIX ст.—на початку XX ст. було створено 20 областей — адміністративних одиниць, які відповідають губерніям. Як правило, області розташовувались на прикордонних територіях. Продовжується подальша централізація і бюрократизація місцевого самоврядування. Відбувається спрощення місцевого апарату з посиленням його прямого підпорядкування особисто губернатору.
Реформи 1860—70-х років, особливо земська, міська і судова, впроваджували засади виборного загальностанового представництва до організації місцевого управління і суду. Виборні органи земського самоврядування (у 34 губерніях) завідували місцевим господарством, у містах — міські думи і управи. Земська (1890) і міська (1892) контрреформи посилили станово-дворянське представництво в місцевому савмоврядуванні і підпорядкування його адміністрації. Запровадження інституту земських начальників (1889) як носіїв дворянсько-поміщицького права з їх адміністративними, судовими і фінансовими функціями зводило нанівець селянське самоврядування.
Губернський апарат місцевого самоврядування залишався дієвим до XX століття. Під час столипінських реформ (1907—1910) були відновлені надзвичайні методи управління. Посилилась роль поліцейських органів і станово-дворянських організацій (Рада об'єднаного дворянства).

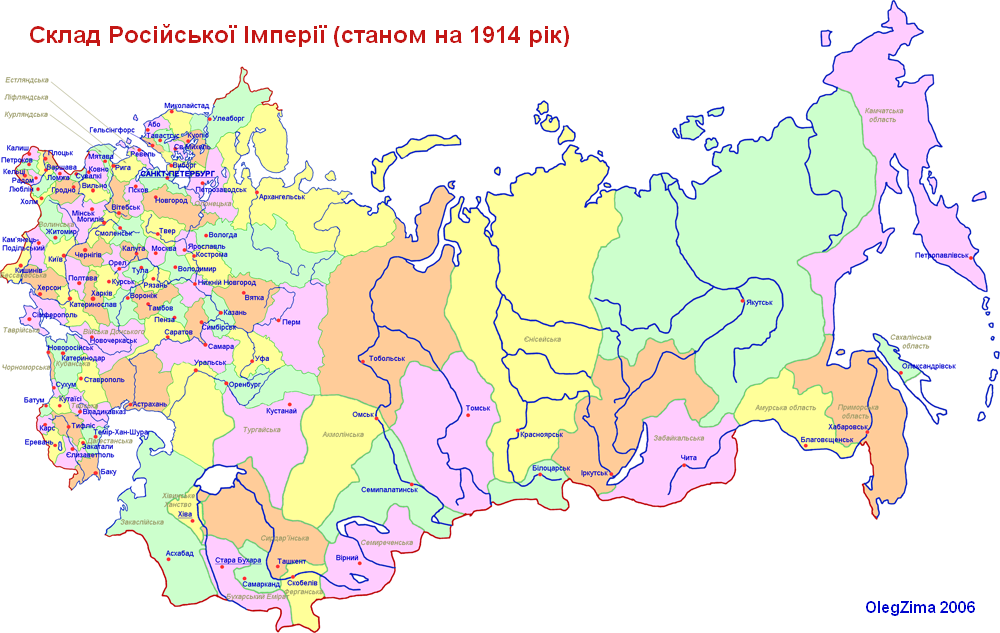
Губернії та округи Російської імперії у 1914

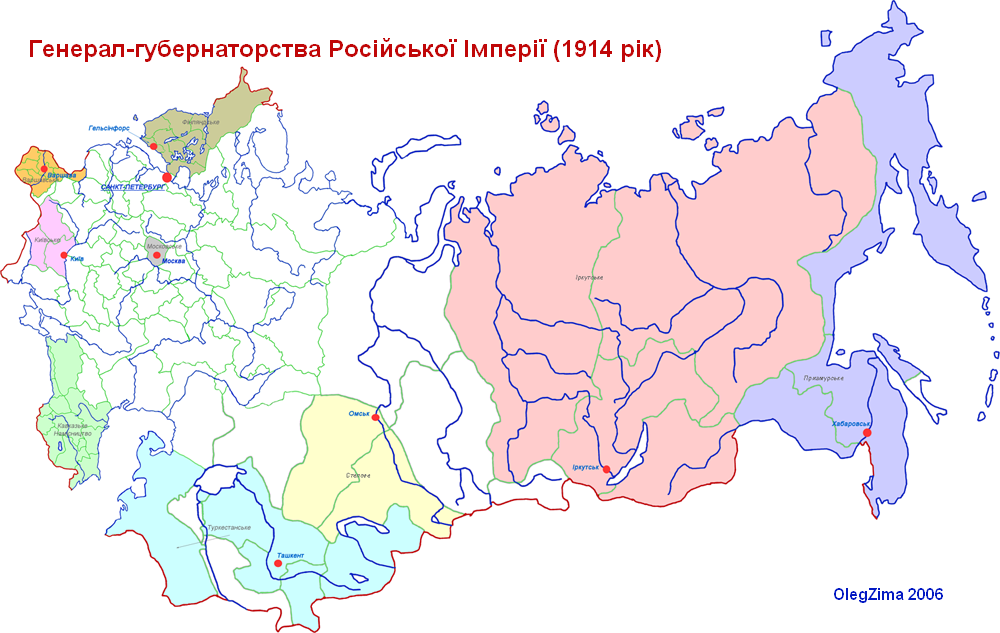
Генерал-губернаторства Російської імперії у 1914

## Поділ на 1914 рік
Станом на 1914 рік Російська імперія (столиця — Санкт-Петербург) поділялася на:
- 9 генерал-губернаторств (у тому числі Кавказьке Намісництво)
- Губерній — всього — 78 (у тому числі у складі генерал-губернаторств — 29)
- Областей — всього — 21 (у тому числі у складі генерал-губернаторств — 18)
- Самостійних округів у складі Кавказького Намісництва — 2
- Васалів Російської імперії (Хівинське ханство, Бухарський емірат) — 2
- Протекторатів Російської імперії (Урянхайський край) — 1

## Генерал-губернаторства 1914
1. Варшавське (центр — Варшава, 9 губерній)
2. Іркутське (центр — Іркутськ, 2 губернії, 2 області): Єнісейська та Іркутська губернії, Якутська та Забайкальська області
3. Кавказьке Намісництво (6 губерній, 5 областей, 2 округи): Бакинська, Ериванська, Єлизаветпольська, Кутаїська, Тифліська та Чорноморська губернії, Батумська, Дагестанська, Карська, Кубанська та Терська області, Закатальський та Сухумський округи
4. Київське (центр — Київ, 3 губернії): Волинська, Київська та Подільська губернії
5. Московське (центр — Москва, 1 губернія)
6. Приамурське (центр — Хабаровськ, 4 області): Амурська, Камчатська, Приморська та Сахалінська області
7. Степове (центр — Омськ, 2 області): Акмолінська та Семипалатинська області
8. Туркестанське (центр — Ташкентт, 5 областей): Закаспійська, Самаркандська, Семиреченська, Сирдар'їнська та Ферганська області
9. Фінляндське (центр — Гельсінгфорс, 8 губерній)

## Губернії і області 1914
| №п/п     | Регіон             | Площа (км²) | Населення 1897 рік | Центр                       | Склад                     | Докладніше |
| Губернія |                    |             |                    |                             |                           |            |
| 1        | Архангельська      | 845 305     | 346 536            | Архангельськ                | 9 повітів                 | докладніше |
| 2        | Астраханська       | 215 848     | 1 003 542          | Астрахань                   | 5 повітів                 | докладніше |
| 3        | Бакинська          | 39 161      | 826 716            | Баку                        | 6 повітів                 | докладніше |
| 4        | Бессарабська       | 45 632      | 1 935 412          | Кишинів                     | 8 повітів                 | докладніше |
| 5        | Варшавська         | 17 480      | 1 931 867          | Варшава                     |                           | докладніше |
| 6        | Віленська          | 41 909      | 1 591 207          | Вільна                      | 7 повітів                 | докладніше |
| 7        | Вітебська          | 43 985      | 1 489 246          | Вітебськ                    | 11 повітів                | докладніше |
| 8        | Волинська          | 71 740      | 2 989 482          | Житомир                     | 12 повітів                | докладніше |
| 9        | Вологодська        | 402 133     | 1 341 785          | Вологда                     | 10 повітів                | докладніше |
| 10       | Володимирська      | 48 745      | 1 515 691          | Володимир                   | 13 повітів                | докладніше |
| 11       | Воронезька         | 65 896      | 2 531 253          | Воронеж                     | 12 повітів                | докладніше |
| 12       | Вятська            | 153 112     | 3 030 831          | Вятка                       | 11 повітів                | докладніше |
| 13       | Гродненська        | 38 581      | 1 603 409          | Гродно                      | 9 повітів                 | докладніше |
| 14       | Ериванська         | 26 433      | 829 556            | Еривань                     | 7 повітів                 | докладніше |
| 15       | Естляндська        | 20 248      | 412 716            | Ревель                      | 4 повітів                 | докладніше |
| 16       | Єлизаветпольська   | 44 137      | 878 415            | Єлизаветполь                | 8 повітів                 | докладніше |
| 17       | Єнісейська         | 2 542 346   | 570 161            | Красноярськ                 | 5 повітів та 1 управління | докладніше |
| 18       | Іркутська          | 726 308     | 514 267            | Іркутськ                    | 5 повітів                 | докладніше |
| 19       | Казанська          | 63 680      | 2 170 665          | Казань                      | 12 повітів                | докладніше |
| 20       | Каліська           | 11 337      | 840 597            | Каліш                       | 8 повітів                 | докладніше |
| 21       | Калузька           | 30 930      | 1 132 843          | Калуга                      | 11 повітів                | докладніше |
| 22       | Катеринославська   | 63 396      | 2 113 674          | Катеринослав                | 8 повітів                 | докладніше |
| 23       | Келецька           | 10 093      | 761 995            | Кельці                      | 7 повітів                 | докладніше |
| 24       | Київська           | 50 960      | 3 559 229          | Київ                        | 12 повітів                | докладніше |
| 25       | Ковенська          | 40 191      | 1 544 564          | Ковно                       | 7 повітів                 | докладніше |
| 26       | Костромська        | 83 999      | 1 387 015          | Кострома                    | 12 повітів                | докладніше |
| 27       | Курляндська        | 27 030      | 674 034            | Митава                      | 11 повітів                | докладніше |
| 28       | Курська            | 46 457      | 2 371 012          | Курськ                      | 15 повітів                | докладніше |
| 29       | Кутаїська          | 36 476      | 1 058 241          | Кутаїсі                     | 7 повітів                 | докладніше |
| 30       | Ліфляндська        | 47 031      | 1 299 365          | Рига                        | 9 повітів                 | докладніше |
| 31       | Ломжинська         | 10 545      | 579 592            | Ломжа                       | 7 повітів                 | докладніше |
| 32       | Люблінська         | 16 831      | 1 160 662          | Люблін                      |                           | докладніше |
| 33       | Мінська            | 91 218      | 2 147 621          | Мінськ                      | 9 повітів                 | докладніше |
| 34       | Могилівська        | 47 952      | 1 686 764          | Могилів                     | 11 повітів                | докладніше |
| 35       | Московська         | 33 273      | 2 430 581          | Москва                      | 13 повітів                | докладніше |
| 36       | Нижньогородська    | 51 254      | 1 584 774          | Нижній Новгород             | 11 повітів                | докладніше |
| 37       | Новгородська       | 118 544     | 1 367 022          | Новгород                    | 11 повітів                | докладніше |
| 38       | Олонецька          | 130 797     | 364 156            | Петрозаводськ               | 7 повітів                 | докладніше |
| 39       | Оренбурзька        | 189 727     | 1 600 145          | Оренбург                    | 5 повітів                 | докладніше |
| 40       | Орловська          | 46 726      | 2 033 798          | Орел                        | 12 повітів                | докладніше |
| 41       | Пензенська         | 38 841      | 1 470 474          | Пенза                       | 10 повітів                | докладніше |
| 42       | Пермська           | 330 229     | 2 994 302          | Перм                        | 12 повітів                | докладніше |
| 43       | Петроковська       | 12 249      | 1 403 901          | Петроков                    | 8 повітів                 | докладніше |
| 44       | Плоцька            | 9 431       | 553 633            | Плоцьк                      | 7 повітів                 | докладніше |
| 45       | Подільська         | 42 019      | 3 018 299          | Кам'янець-Подільський       | 12 повітів                | докладніше |
| 46       | Полтавська         | 49 897      | 2 778 151          | Полтава                     | 15 повітів                | докладніше |
| 47       | Псковська          | 43 214      | 1 122 317          | Псков                       | 8 повітів                 | докладніше |
| 48       | Радомська          | 12 353      | 814 947            | Радом                       | 7 повітів                 | докладніше |
| 49       | Рязанська          | 41 931      | 1 802 196          | Рязань                      | 12 повітів                | докладніше |
| 50       | Самарська          | 155 588     | 2 751 336          | Самара                      | 7 повітів                 | докладніше |
| 51       | Санкт-Петербурзька | 44 616      | 2 112 033          | Санкт-Петербург             | 8 повітів                 | докладніше |
| 52       | Саратовська        | 84 495      | 2 405 829          | Саратов                     | 10 повітів                | докладніше |
| 53       | Седлецька          | 14 318      | 772 146            | Седлець                     |                           | докладніше |
| 54       | Симбірська         | 49 495      | 1 527 848          | Симбірськ                   | 8 повітів                 | докладніше |
| 55       | Смоленська         | 56 006      | 1 525 279          | Смоленськ                   | 12 повітів                | докладніше |
| 56       | Ставропольська     | 60 082      | 873 301            | Ставрополь                  | 5 повітів                 | докладніше |
| 57       | Сувалкська         | 12 319      | 582 913            | Сувалки                     |                           | докладніше |
| 58       | Таврійська         | 60 378      | 1 447 790          | Сімферополь                 | 8 повітів                 | докладніше |
| 59       | Тамбовська         | 66 589      | 2 684 030          | Тамбов                      | 12 повітів                | докладніше |
| 60       | Тверська           | 64 684      | 1 769 135          | Твер                        | 12 повітів                | докладніше |
| 61       | Тифліська          | 44 523      | 1 051 032          | Тифліс                      | 9 повітів                 | докладніше |
| 62       | Тобольська         | 1 387 557   | 1 433 043          | Тобольськ                   | 10 повітів                | докладніше |
| 63       | Томська            | 847 373     | 1 927 679          | Томськ                      | 7 повітів                 | докладніше |
| 64       | Тульська           | 30 960      | 1 419 456          | Тула                        | 12 повітів                | докладніше |
| 65       | Уфимська           | 122 011     | 2 196 642          | Уфа                         | 6 повітів                 | докладніше |
| 66       | Харківська         | 54 496      | 2 492 316          | Харків                      | 11 повітів                | докладніше |
| 67       | Херсонська         | 70 802      | 2 733 612          | Херсон                      | 6 повітів                 | докладніше |
| 68       | Чернігівська       | 52 399      | 2 297 854          | Чернігів                    | 15 повітів                | докладніше |
| 69       | Чорноморська       | 7 346       | 57 478             | Новоросійськ                | 3 округи                  | докладніше |
| 70       | Ярославська        | 35 542      | 1 071 355          | Ярославль                   | 10 повітів                | докладніше |
| Область  |                    |             |                    |                             |                           |            |
| 1        | Акмолінська        | 566 595     | 682 608            | Омськ                       | 5 повітів                 | докладніше |
| 2        | Амурська           | 451 783     | 120 306            | Благовєщенськ               | 1 повіт та 1 округ        | докладніше |
| 3        | Війська Донського  | 164 099     | 2 564 238          | Новочеркаськ                | 9 округів                 | докладніше |
| 4        | Дагестанська       | 29 740      | 571 154            | Темір-Хан-Шура              | 9 округів                 | докладніше |
| 5        | Забайкальська      | 613 289     | 672 037            | Чита                        | 7 повітів                 | докладніше |
| 6        | Закаспійська       | 605 150     | 382 487            | Асхабад                     | 5 повітів                 | докладніше |
| 7        | Карська            | 18 927      | 290 654            | Карс                        |                           | докладніше |
| 8        | Кубанська          | 92 429      | 1 918 881          | Катеринодар                 | 7 відділів                | докладніше |
| 9        | Приморська         | 1 887 762   | 223 336            | Хабаровськ                  | 6 повітів                 | докладніше |
| 10       | Самаркандська      | 68 964      | 860 021            | Самарканд                   | 4 повіти                  | докладніше |
| 11       | Сахалінська        | 75 979      | 28 113             | Олександрівськ-Сахалінський | 2 ділянки                 | докладніше |
| 12       | Семипалатинська    | 506 789     | 684 590            | Семипалатинськ              | 5 повітів                 | докладніше |
| 13       | Семиріченська      | 395 942     | 987 863            | Вірний                      | 6 повітів                 | докладніше |
| 14       | Сирдар'їнська      | 515 359     | 1 478 398          | Ташкент                     | 6 відділів                | докладніше |
| 15       | Терська            | 69 272      | 933 936            | Владикавказ                 | 6 округів                 | докладніше |
| 16       | Тургайська         | 454 974     | 453 416            | Кустанай                    | 4 повіти                  | докладніше |
| 17       | Уральська          | 323 678     | 645 121            | Уральськ                    | 4 повіти                  | докладніше |
| 18       | Ферганська         | 137 866     | 1 572 214          | Скобелів                    | 5 повітів                 | докладніше |
| 19       | Якутська           | 3 947 703   | 269 880            | Якутськ                     | 5 округів                 | докладніше |
|          | Разом              | 21 465 490  | 125 640 021        | Санкт-Петербург             | 70 губерній та 19 округів |            |

## Після 1917 року
Після Лютневої революції 1917 року Тимчасовий уряд зберіг усю систему губернських закладів. Губернатори були замінені губернськими комісарами (у повітах — повітовими комісарами), проте з переважанням дворянсько-поміщицького складу. Одночасно з цим формувалася система Рад, яка протистояла місцевим владам Тимчасового уряду. Жовтнева революція, зберігши спочатку губернський поділ, ліквідувала весь старий губернський апарат і встановила нові органи радянської влади на чолі з губернськими виконкомами, яких обирали на губернському з'їзді Рад. Губернсько-територіальний поділ діквідовано у 1924—1929 роках у зв'язку з районуванням СРСР і замінений поділом на області та краї, а пізніше й округи.
Кількість губерній Російської імперії в цілому швидко зросла в результаті розукрупнюючих реформ, які проводилися протягом XVIII століття. Вона досягала 51 в останній рік царювання Катерини II. Із приходом Павла I кількість губерній була скорочена до 42, але потім майже всі скасовані губернії були відновлені Олександром I. У подальшому за рахунок знову приєднаних земель їх кількість зросла до 81.
У 1917 році розпочався процес роздроблення старих губерній і з'явилося кілька нових радянських губерній. Якщо в межах РРФСР у 1917 році їх було 56, то на початку 1922 року — 72. У 1923—1929 роках усі вони поступово були замінені «великими» областями держпланівської сітки, і загальна кількість одиниць головної ланки (нових областей і країв) скоротилася в 1930 році до 13.